# Kirké
Kirké (řecky  Κίρκη, latinsky Circe) je postavou z řecké mytologie, dcerou boha slunce Hélia a jeho manželky Persy (na západě). Jejím bratrem byl (na východě) kolchidský král Aiétés. Je to proslulá a mocná kouzelnice.

## Mýtus
Kirké žila na ostrově Aiaia (nebo Aia) na dalekém západě (asi 100 km jižně od Říma), kam jen zřídka zavítali lidé. Poprvé přistáli u jeho břehu Argonauté, vracející se se zlatým rounem z Kolchidy. Druhou návštěvou byl Odysseus, vracející se z trojské války.
Její nejznámější kouzla byla:
- proměna dívky Skylly v mořskou obludu,
- proměna Odysseových lodníků v kance,
- proměna krásného jinocha jménem Picus v datla.

Glaukos – mořský bůh, syn Poseidóna, se zahleděl do krásné dívky Skylly. Ji děsil jeho divoký vzhled a nic nepomohlo ani to, že je synem boha. Nevyslechla ho a uprchla před ním. Roztoužený Glaukos přeplul Tyrhénské moře, aby požádal o pomoc kouzelnici Kirké. Žádal ji o kouzelné byliny, které by lásku Skylly vzbudily. Kirké ho však nabádala, aby si našel povolnější bytost a dala mu jasně najevo, že ona sama by chtěla být jeho. Glaukos však tvrdil, že jeho láska ke Skylle se nikdy nezmění. Kirké se rozhněvala na Glauka i na Skyllu a hned připravila čarovné byliny. Přešla přes vodu do malé zátoky, vše znečistila jedem a zhoubným kořenem za hrozivého mumlání kleteb. Když do vody vstoupila Skylla, s hrůzou sledovala, jak se jí zdola tělo mění v psí tlamy. Glaukos, vida to, zaplakal a uprchl od zakleté Skylly i před láskou Kirké. Skylla tam zůstala, ze msty ke Kirce vzala Odysseovi šest mužů a byla by potopila i trojské koráby. To už však ji kdosi proměnil v útes, který je v těch místech dodnes a každý plavec se mu vyhýbá.
Když se Iásón s pomocí Médeie zmocnil zlatého rouna a na útěku z Kolchidy zabili Médeiina bratra Apsyrta, rozzlobilo to Dia. Za trest jim určil, že je budou pronásledovat nesnáze a strasti, dokud se neočistí ze zločinu tak, jak jim poradí čarodějka Kirké, Aiétova sestra, jež sídlí daleko na západě. A dokud se neočistí, nemohou se dostat domů.
Dopluli k ostrovu Áia, kde na břehu spatřili Kirku. Pozvala je do domu, vstoupili jen Iásón a Médeia; nabídla jim křesla, ale oni usedli „na zem ke krbu jako prosebníci poskvrnění vraždou, kteří se přicházejí očistit. Nesmějí promluvit ani se zmínit o svém provinění“. Kirké poznala, že je tíží zločin vraždy. Připravila oběť nejvyššímu Diovi, podřízla sele, smáčela si ruce v jeho krvi, pálila v ohni obětní koláč a vzývala Lítice, bohyně pomsty, aby zmírnily svůj hněv. Prosila Dia o shovívavost.
Po tomto obřadu si Kirké nechala vyprávět vše o výpravě Argonautů. Médeia jí líčila, jak Argonautům pomáhala, jak musela uprchnout před otcovými hrozbami, ale zamlčela zabití Apsyrtovo. Ale Kirké všechno věděla. Bylo jí Médeii líto, ale odsoudila její útěk od otce a vyzvala ji, aby odešla, protože otce opustila, jeho hněv ji všude dohoní. Iásón s plačící Médeiou odešli na loď. Na pomoc přišla bohyně Héra, požádala Héfaista i boha větrů Aiola o pomoc, aby Argonauté dobře dopluli a nic se jim nestalo. Argó tak proplula Skyllou i Charybdou.
Krásný jinoch Picus se zamiloval do víly Kanenty, o kterou se ucházelo mnoho ženichů, ale stala se Picovou ženou. Jedenkrát ho na lovu spatřila Kirké a byla jím okouzlena. Sváděla ho a lákala, aby vyslyšel její lásku, ale Picus odolal a byl věrný své Kanéns. To Kirké urazilo a rozzlobilo, nastražila na něj loveckou kořist a když ji pronásledoval, oddělila ho od jeho družiny. Třemi doteky kouzelného proutku se Picus proměnil v ptáka, kterého tu nikdy neviděli, s nachovým peřím a zlatým leskem – v datla. Družina, která ho marně hledala, prosila Kirku o navrácení krále. Ta je však vyděsila a poté proměnila v divoké šelmy. Kanéns zatím marně vyhlížela manžela, šest dní a nocí ho hledala a pak vysílena žalem při tklivém zpěvu se rozplynula do lehkých vánků.
Odysseova loď připlula k ostrovu Kirky a část mužstva se vypravila na průzkum. Objevili Kirčin dům, střežený začarovanými lvy a vlky. Muži slyšeli z domu zpěv, upozornili na sebe a Kirké je pozvala dovnitř. Všichni se hrnuli dovnitř, jediný Eurylochos zůstal venku, tušil lest. Kirké jim nabídla očarované jídlo, každého švihla proutkem a proměnila je v kance.
Eurylochos utíkal na loď, vše vylíčil Odysseovi a ten se hned ozbrojil a vyrazil do domu. Cestou jej zastavil bůh Hermés, aby ho varoval a pomohl. Daroval mu kouzelnou bylinu a poradil, aby na Kirké vytasil meč jako by ji chtěl zabít. Stalo se tak, Kirké se vyděsila, že na Odyssea její kouzla neúčinkují a slibovala, že mu neublíží. Odysseus si to nechal odpřisáhnout, pak teprve s ní hodoval a vyjednával o osvobození svých mužů. Kirké kouzlo zrušila a všichni muži se radovali.
Pobyli na ostrově celý rok, jedli, pili a veselili se. Pak se začali chystat k odplutí na další cestu. Kirké jim nebránila, avšak poslala Odyssea do podsvětí k věštci Teiresiovi. Všichni včetně Odyssea měli z cíle té cesty velké obavy. Nalezli místo, kudy se vcházelo do podsvětí a viděli mnoho duší zemřelých, promluvit však mohli nejprve s věštcem. Ten Odyssea varoval před nástrahami příští cesty i strastmi, které čekají na Odyssea po návratu na rodný ostrov ke své ženě Pénelopě a synovi Télemachovi. Odysseus hovořil s duší své matky i s dušemi padlých bojovníků z trojské války. Po všech těchto rozhovorech se za příznivého větru rychle vrátili na Kirčin ostrov. Probrali poté další cestu, Kirké ho varovala před zpěvem Sirén, před Skyllou a Charybdou i před ostrovem, kde se pasou Héliova stáda, jichž se nesmějí ani dotknout. Teprve pak se může šťastně dostat domů.
Po odplutí Odysseovy výpravy porodila Kirké jeho syna Télegona. Když dospěl, vypravil se hledat svého otce, dostal se až na Ithaku a tam v bojích Odyssea nešťastnou náhodou zabil a teprve poté zjistil kdo to byl. Odvezl jeho tělo na Kirčin ostrov a tam jej s úctou pohřbil.

## Odraz v umění
Postava kouzelnice Kirké, známá ze starých mýtů o Argonautech a z Homérovy Odysseie, byla mnohokrát námětem děl starověkých i novověkých básníků, dramatiků a výtvarníků. Malíři ji nejčastěji zobrazovali s Odysseem.
- obraz Odysseus a Kirké od Bartolomea Sprangera je z konce 16. století; obraz byl z rudolfínských sbírek na Pražském hradě převezen do Vídně, kde je nyní v Uměleckohistorickém muzeu
- 15. epizoda Joyceova Odyssea se nazývá Kirké
- operu Circe složil Josef Mysliveček
- melodram Circe je od V. J. Praupnera
- mezi nejnovější hudební zpracování patří opera Circe od Wernera Egka (premiéra r. 1948 v Berlíně)